# Marathon van Honolulu 1999
De marathon van Honolulu 1999 vond plaats op zondag 12 december 1999 in Honolulu. Het was de 27e editie van deze marathon. 
Bij de mannen won de Keniaan Jimmy Muindi in 2:16.45, bij de vrouwen was de Kirgizische Irina Bogatsjeva het snelste in 2:32.36. 
Van de 26.724 gestarte lopers bereikten 21.211 marathonlopers de finish.

## Uitslagen

### Mannen
| rang   | naam                | land | tijd    |
| ------ | ------------------- | ---- | ------- |
| Goud   | Jimmy Muindi        | KEN  | 2:16.45 |
| Zilver | Erick Kimaiyo       | KEN  | 2:16.47 |
| Brons  | Mbarak Hussein      | KEN  | 2:16.55 |
| 4      | Douglas Wakiihuri   | KEN  | 2:18.59 |
| 5      | Belay Welasha       | ETH  | 2:19.25 |
| 6      | Tedesse Hailemariam | ETH  | 2:23.29 |
| 7      | Kim Yong-Bok        | KOR  | 2:24.22 |
| 8      | Yuichiro Yamaguchi  | JPN  | 2:29.13 |
| 9      | Lee Song-Un         | KOR  | 2:29.32 |
| 10     | Masato Numata       | JPN  | 2:30.37 |

### Vrouwen
| rang   | naam               | land | tijd    |
| ------ | ------------------ | ---- | ------- |
| Goud   | Irina Bogatsjeva   | KGZ  | 2:32.36 |
| Zilver | Svetlana Zacharova | RUS  | 2:34.28 |
| Brons  | Derartu Tulu       | ETH  | 2:40.51 |
| 4      | Mari Tanigawa      | JPN  | 2:41.54 |
| 5      | Eriko Asai         | JPN  | 2:46.47 |

1973 ·
1974 ·
1975 ·
1976 ·
1977 ·
1978 ·
1979 ·
1980 ·
1981 ·
1982 ·
1983 ·
1984 ·
1985 ·
1986 ·
1987 ·
1988 ·
1989 ·
1990 ·
1991 ·
1992 ·
1993 ·
1994 ·
1995 ·
1996 ·
1997 ·
1998 ·
1999 ·
2000 ·
2001 ·
2002 ·
2003 ·
2004 ·
2005 ·
2006 ·
2007 ·
2008 ·
2009 ·
2010 ·
2011 · 
2012 · 
2013 ·  
2014 ·  
2015 ·  
2016 ·  
2017